# Šabla
Šabla (in bulgaro Шабла?) è un comune bulgaro situato nel distretto di Dobrič di 6 186 abitanti (dati 2009). Nel 1969 è stato promosso al rango di città (гpaд).
Nel comune rientra il punto più a Est della Bulgaria, situato su un promontorio detto "Capo Šabla", vicino al faro simbolo della città.

## Località
Il comune è formato dall'insieme delle seguenti località:
- Šabla (sede comunale)
- Božanovo
- Černomorci
- Durankulak
- Goričane
- Gorun
- Graničar
- Ezerec
- Zahari Stojanovo
- Krapec
- Prolez
- Smin
- Staevci
- Tjulenovo
- Tvărdica
- Vaklino

## Amministrazione

### Gemellaggi
- Crucoli, dal 2013[1].